# Station Milsons Point
Milsons Point is een station van de CityRail in North Sydney, Australië.
Het station is gelegen aan de North Shore Line en de Northern Line. Het ligt ongeveer 4.5 kilometer van het Centraal Station in Sydney af.
Het station ligt aan de noordelijke kant van de Harbour Bridge en is bedoeld voor de wijken Milsons Point en Kirribilli.
Het station heeft twee perrons aan twee sporen. In zuidelijke richting maakt men de oversteek over de Sydney Harbour Bridge